# Pine Apple (Alabama)
Pine Apple é uma cidade  localizada no estado americano de Alabama, no Condado de Wilcox.

## Demografia
Segundo o censo americano de 2000, a sua população era de 145 habitantes.
Em 2006, foi estimada uma população de 305, um aumento de 160 (110.3%).

## Geografia
De acordo com o United States Census Bureau, a localidade tem uma área de 8,0 km², sem área coberta por água.

## Localidades na vizinhança
O diagrama seguinte representa as localidades num raio de 40 km ao redor de Pine Apple.